# I-mode

Das Logo ist ein stilisiertes kleines i in Gelb

i-mode war ein 1999 in Japan gestarteter proprietärer Portaldienst für Mobiltelefone. Es wurden WWW-ähnliche Seiten dargestellt – jedoch angepasst an die Fähigkeiten der Displays damaliger Mobiltelefone, die 2005 etwa 176 × 220 Bildpunkte betrug. i-mode-Seiten sind in iHTML geschrieben. i-mode (in Deutschland 2008 eingestellt) stand anfangs in direktem Wettbewerb zu WAP, später zu Browsern auf Smartphones.
i-mode bot farbige Texte, Grafiken, Videos und Klänge. Zur Nutzung des vollen Funktionsumfanges und aller Darstellungsmöglichkeiten werden spezielle i-mode-fähige Mobiltelefone benötigt. i-mode wurde von NTT DoCoMo unter der Führung von Keiichi Enoki in Japan entwickelt, startete am 22. Februar 1999 und hatte dort zeitweise über 52 Millionen Nutzer (Stand: Juli 2007), die auf mehr als 92.000 i-mode-Webseiten zugreifen können. Weltweit hat i-mode am 10. November 2005 die Marke von 50 Millionen Nutzern überschritten. Damit war i-mode zu diesem Zeitpunkt der erfolgreichste mobile Datendienst der Welt. Mari Matsunaga gilt als die „Mutter von i-mode“. Das gesamte Abrechnungssystem wurde durch den Betreiber der Plattform erbracht und folgte strengen Regeln. Dadurch konnten Content Provider sich auf ihre Angebote konzentrieren, und dem Plattformbetreiber die Rechnungsstellung und das Inkasso überlassen.

## Verbreitung

### Japan
i-mode war hauptsächlich in Japan erfolgreich. Dieses hatte hauptsächlich zwei Ursachen:
- Während es bei den Geschäftsmodellen in Europa, die WAP einsetzten, hauptsächlich darum ging, eigene Portale in den Vordergrund zu stellen, versuchte man in Japan mit i-mode von Beginn an, eine Einnahmenteilung mit den Inhalte-Anbietern zu schaffen. So konnten auch kleine Anbieter i-mode-Seiten profitabel bereitstellen.
- Der zweite Grund liegt darin, dass in Japan wesentlich weniger Menschen zu Hause einen Computer verwenden und dass viel mehr und längere Wege in öffentlichen Verkehrsmitteln zurückgelegt werden. Damit ist das mobile Internet eine der Hauptinformationsquellen.

i-mode-Meilensteine und Entwicklung der registrierten i-mode-Nutzer in Japan
| i-mode-Meilensteine | i-mode-Meilensteine                                   | Registrierte i-mode-Nutzer in Japan | Registrierte i-mode-Nutzer in Japan |
| ------------------- | ----------------------------------------------------- | ----------------------------------- | ----------------------------------- |
| Februar 1999        | Start i-mode                                          | August 1999                         | 1 Million                           |
| Dezember 1999       | Start Farb-LCD-Handsets und Klingelton-Download       | März 2000                           | 5 Millionen                         |
| Juni 2000           | Integration englisches Menu (i-menu)                  | August 2000                         | 10 Millionen                        |
| November 2000       | Aufbau W-CDMA-Technologie für 3G-Netz                 | November 2000                       | 15 Millionen                        |
| Januar 2001         | Start Java für i-mode (DoJa)                          | März 2001                           | 20 Millionen                        |
| Juli 2001           | Start Location Based Services (i-area)                | Juli 2001                           | 25 Millionen                        |
| Oktober 2001        | Start 3G-Dienst in Japan (FOMA)                       | Dezember 2001                       | 30 Millionen                        |
| Juni 2002           | Start Bildübertragungsdienst (i-shot)                 | Oktober 2002                        | 35 Millionen                        |
| Mai 2003            | Start Macromedia Flash Handset                        | Oktober 2003                        | 40 Millionen                        |
| August 2005         | Start Push-Dienst für Informationsinhalte (i-channel) | August 2005                         | 45 Millionen                        |
| Mai 2006            | Start Kreditkarten-Dienst für mobiles Bezahlen (DCMX) |                                     |                                     |
| August 2006         | Start HSDPA-Netz mit bis zu 3,6mbps                   | August 2006                         | 47 Millionen                        |

Im Oktober 2019 gab NTT DoCoMo bekannt, den i-mode Dienst zum 31. März 2026 in Japan zu beenden.

## Historische Entwicklungen

### 2002
- 7. März 2002: Start des i-mode Dienstes bei E-Plus in Deutschland.

### 2005
- 6. September 2005: Start des i-mode-Dienstes beim israelischen Mobilfunkbetreiber Cellcom
- 15. September 2005: Start des i-mode-Dienstes beim russischen Mobilfunkbetreiber Mobile TeleSystems (Verbreitungsgebiet: Moskau und Sankt Petersburg)
- 1. Oktober 2005: Start des i-mode-Dienstes bei der britischen O2 in Großbritannien und Irland
- 19. November 2005: Start des i-mode-Dienstes in Singapur beim Netzbetreiber StarHUB

Damit war i-mode in 13 Ländern verfügbar: Japan, Taiwan, Singapur, Israel, Russland, Australien, Deutschland, Niederlande, Belgien, Frankreich, Spanien, Italien und Griechenland.

### 2006
- 7. Juni 2006: E-Plus gibt bekannt, den i-mode-Dienst in Deutschland einzustellen, was zum Dezember 2007 geschehen ist. Er konnte nur noch von Bestandskunden genutzt werden.

### 2007
- Der australische Anbieter Telstra stellte i-mode Ende 2007 ein.

### 2008
- 19. März 2008: E-Plus gibt bekannt, den i-mode-Dienst am 1. April 2008 auch für die Bestandskunden einzustellen.[4]

## iHTML & DoJa

Entwicklung mobiler Web-Standards

Zur Darstellung von Webseiten auf i-mode-Mobiltelefonen wird iHTML benutzt, eine von CHTML (C für „compact“) abgeleitete Auszeichnungssprache (engl. markup language). iHTML wurde von NTT DoCoMo entwickelt und ist ein proprietärer Standard. iHTML verwendet eine Untermenge von HTML-Tags, ergänzt um einige zusätzliche Elemente wie Darstellungssymbole, Tastatursteuerungsbefehle und mobilfunkspezifische Besonderheiten, z. B. Links zu Mobilfunknummern.
Zur Entwicklung von Java-Anwendungen auf i-mode-Mobiltelefonen wurde DoJa (für „DoCoMo’s Java“) entwickelt.

## i-mode-Mobiltelefone
Die überwiegende Zahl der i-mode-Handys wurden durch NEC Corporation hergestellt. In Europa war Nokia der größte Anbieter. Die Bezeichnungen der i-mode-Mobiltelefone setzten sich aus Herstellerkürzel, Generationen/Funktionsumfangsnummer und dem abschließenden „i“ zusammen.
Geräte in Japan:
- Die 900er-Serie bietet 3G (FOMA), charakterbasierte Videotelefonie, Strichcodeleser, Megapixelkamera und QVGA-Displays und vieles mehr.
- Die 700er-Serie bietet 3G (FOMA), charakterbasierte Videotelefonie, Strichcodeleser, Megapixelkamera und QVGA-Displays ohne weitere Funktionen.
- Die iC-Endung weist darauf hin, dass dieses Gerät mit einem kontaktlosen „FeliCa“-IC-Chip ausgestattet ist, was dem Besitzer z. B. das Bezahlen per Handy erlaubt. Ab der 902er-Serie haben alle Handys einen kontaktlosen FeliCa-Chip.

Geräte außerhalb Japans:
- Die 2er-Serie beginnend mit 2 hat ein Farbdisplay und bietet z. B. polyphone Klingeltöne und i-Mail an.
- Die 3er-Serie beginnend mit 3 hat neben den obigen Ausstattungsmerkmalen noch eine integrierte Kamera.
  - Geräte der 34er-Serie sind zudem Java-fähig.
- Die 4er-Serie erlaubt, Videos aufzuzeichnen und zu verschicken oder zu empfangen.
  - 41x-er-Geräte haben zusätzlich eine Megapixel-Kamera.
  - 42x-er-Geräte erlauben zusätzlich neue Java-Spiele (DoJa 2.5).
  - 43x-er-Geräte haben zusätzlich einen durch Speicherkarten erweiterbaren Speicher.
- Die 5er-Serie bietet schnellen i-mode-Zugang über EDGE.
- Die 6er-Serie bietet schnellen i-mode-Zugang über UMTS und alle Funktionen der 4er-Serie.